# Бернар де Тремеле
Бернард де Тремеле (Трамле, Тромеле, Драмеле) (фр. Bernard de Tramelay; бл. 1100 — 16 серпня 1153) — 4-й великий магістр ордену тамплієрів в 1152—1153 роках.

## Життєпис
Походив з бургундського шляхетського роду Тремеле (Трамле, Тромеле, Драмеле). Син Уго (Гумберта) де Тремеле. Народився близько 1100 року в родинному замку поблизу міста Сен-Клод або Аренто.
Точна дата приєднання до ордену тамплієрів невідома. Ймовірно більшу частину життя провів в Палестині. Тут у 1148 році приєднався до Другого хрестового походу, брав участь в облозі Дамаску. У 1149 році був учасником походу на захист Антіохійського князівства.
У 1151 році великий магістр Еврар де Бар призначає Бернарда де Тремеле своїм представником на Сході. Невдовзі відзначився при відбитті атаки мусульман на околиці Єрусалиму. Невдовзі відбудував місто Газу, яке орден отримав від єрусалимського короля Балдуїна III. У 1152 році після відставки Еврара де Бара обирається новим очільником тамплієрів. Бернард де Тремеле зміцнив оборонні системи інших прибережних міст, включаючи Яффу, Арсуф, Ла-Рош-Талле і Ле Дарон. На прохання єпископа Вільяма, і за згодою короля, взяв під своє заступництво місто Тортозу, де побудували новий замок.
Втім у 1153 році загинув під час облоги Аскалона, коли першим разом з 40 тамплієрами увірвався до міста, намагаючись захопити найбільшу здобич, а інші тамплієри заважали решті християн зайняти Аскалон. Цим скористалася фатимідська залога Аскалона, що зннищила тамплієрів. Новим великим магістром став Андре де Монбар.